# توماس وین
توماس گابریل وین یا (دکتر توماس وین) (به انگلیسی: Thomas Gabriel Wayne) یک شخصیت خیالی ابر شرور در کتاب‌های کامیک آمریکایی منتشر شده توسط دی‌سی کامیکس است. دکتر توماس وین پدر بروس وین (بتمن آینده) و همسر مارتا وین است. او دارای استعداد پزشکی و فردی نیکوکار است و وارث ثروت خانوادگی وین پس از پاتریک وین محسوب می‌شود که از طریق صنعت و املاک و مستغلات توسط نسل‌های قبلی ساخته شده‌است.

## قتل
در یکی از شب‌ها هنگامی که دکتر وین به همراه همسر و پسرش بروس وین از سینما باز می‌گشتند، یک دزد به آن‌ها نزدیک شد و ابتدا دکتر وین و سپس همسر او را کشت.